# 沃爾迪亞
沃爾迪亞（Weldiya 或 Woldia）是埃塞俄比亞北部阿姆哈拉州北沃洛地區的山區市集小鎮，座標11°50′N 39°41′E / 11.833°N 39.683°E，海拔2,112米。根據埃塞俄比亞中央統計局2005年人口普查的資料，沃爾迪亞人口約42,710，其中男性22,216人，女性20,494人。79.75%居民信奉埃塞俄比亞正教會，19.44%信奉伊斯蘭教。